# Lawrence Singleton
Lawrence Bernard "Larry" Singleton (28 juillet 1927 - 28 décembre 2001) est un criminel américain connu pour avoir perpétré le viol  et la mutilation de l'auto-stoppeuse adolescente Mary Vincent en Californie en 1978. Il viole celle-ci et lui coupe les bras, puis la laisse pour morte dans un fossé au bord de la route fédérale 5 à Del Puerto Canyon, en Californie. Mary Vincent réussit à panser ses plaies puis alerte les secours. Elle témoigne ensuite contre le violeur. Libéré de prison pour bonne conduite après avoir purgé huit années de sa peine de quatorze ans, il assassine Roxanne Hayes, mère de trois enfants en 1997. Le 19 février 1997, la police trouve Larry Singleton à son domicile, couvert de sang, après avoir poignardé Roxanne Hayes.

## Biographie
Singleton est né à Tampa, en Floride . Il travaille dans la marine marchande.

## Première condamnation
Le 29 septembre 1978, à Berkeley, en Californie, Larry Singleton prend en auto-stop Mary Vincent, une adolescente de quinze ans qui vit à Las Vegas. Il l'assomme avec un marteau, la viole pendant de longues heures et la torture en lui coupant les deux avant-bras avec une hachette. Convaincu qu'elle était morte ou presque, Larry Singleton jette Mary Vincent, nue et couverte de sang, d'une falaise de neuf mètres au bord de l'Interstate 5 près de Del Puerto Canyon, en Californie.
Mary Vincent atténue le saignement de ses avant-bras en les enfonçant dans la boue, qui a contenu son hémorragie pendant qu'elle réussissait à remonter la falaise. Elle marche pendant cinq kilomètres, nue, couverte de sang et sans bras, avant de trouver et d'alerter un couple qui passe en voiture, et qui l'amène à l'hôpital. Au moment de l'arrestation de Singleton, Mary Vincent portait des prothèses de bras.
Six mois après l'agression, Mary Vincent affronte Singleton lors de son procès, au cours duquel son témoignage contribue à le faire condamner. Singleton est condamné à 14 ans de prison, le maximum autorisé par la loi en Californie à l'époque. Le juge président observe : « Si j'avais le pouvoir, je l'enverrais en prison pour le reste de sa vie. ».
Bien que Larry Singleton soit condamné au versement d'une indemnité de 2,56 millions de dollars, Mary Vincent n'a pas pu recouvrer sa créance, du fait de l'insolvabilité de Larry Singleton.
Outre les aspects particulièrement horribles du crime, l'affaire devient encore plus célèbre après la libération conditionnelle de Singleton après seulement huit années de prison. Il bénéficie d'une réduction de peine grâce à son bon comportement et à son travail en tant qu'enseignant auxiliaire dans une salle de classe de prison. Singleton est alors mis en liberté conditionnelle dans le comté de Contra Costa, en Californie. Aucune ville n'acceptant sa présence, il vit alors dans une caravane sur la commune de San Quentin jusqu'à ce que sa libération conditionnelle prenne fin un an plus tard.
Selon le Time, « chaque fois que les autorités tentaient de l'installer dans une ville de la région de San Francisco, des foules en colère et le chapitre de Tampa des Guardian Angels organisaient des manifestations et finalement triomphaient ». À Rodeo, à environ 40 km au nord-est de San Francisco, une foule d'environ 500 manifestants locaux, armés, forcent les policiers à le sortir, sous protection policière, d'une chambre d'hôtel. Les autorités tentent de le loger en face de l'hôtel de ville de Concord, mais cela suscite des protestations et échoue également. Il est extrait d'un appartement dans le comté de Contra Costa dans un gilet pare-balles après que 400 habitants ont encerclé le bâtiment pour protester contre la décision de l'y placer définitivement. Le gouverneur George Deukmejian ordonne alors que Larry Singleton soit placé dans une caravane sur le terrain de San Quentin pour la durée de sa libération conditionnelle d'un an.
L'indignation suscitée par cette condamnation a abouti à une législation, soutenue par Mary Vincent, qui empêche la libération anticipée de criminels qui ont commis des actes de torture.
En 1987, la libération conditionnelle de Singleton conduit à l'adoption du « Singleton Bill » de Californie, qui porte la peine de 25 années à perpétuité. (Harrower, 1998). La clémence du système juridique choque et scandalise. Après avoir interviewé Larry Singleton, un journaliste déclare : « Ce qui m'a le plus surpris, ce n'est pas sa condamnation. C'était que Larry Singleton avait tellement digéré ses crimes dans son esprit qu'il considérait qu'ils ne méritaient aucune punition. ». Juste avant la fin de la libération conditionnelle de Singleton, Donald Stahl, le procureur du comté de Stanislaus lors du procès de Singleton, déclare : « Je pense, pour le moins, que Larry Singleton est pire aujourd'hui. Il n'a pas endossé la responsabilité de ses actes. Il vit dans un pays fantastique et bizarre dans lequel il prononce son propre acquittement chaque jour. Il n'accepte pas sa responsabilité et ne se résoudra pas à ne plus jamais recommencer ».

## Déménagement en Floride
Larry Singleton retourne dans sa Floride natale après sa libération. En 1990, il est condamné à deux reprises pour vol. Il purge une peine de 60 jours pour avoir volé un appareil photo jetable de 10 $ au printemps 1990 et, en hiver, est condamné à deux ans de prison pour avoir volé un chapeau de 3 $. Avant sa condamnation pour ce dernier crime, il se décrit au juge comme « un vieil homme confus et stupide ».
Au printemps 1997, un voisin appelle la police pour signaler que Singleton a agressé à son domicile une femme chez lui à Sulphur Springs, en Floride. Lorsque la police répond, ils trouvent le corps de Roxanne Hayes, poignardée à plusieurs reprises dans la partie supérieure. Hayes est une prostituée, mère de trois enfants.
Mary Vincent fait le voyage de Californie à Tampa pour comparaître au procès de Singleton. Au cours de son témoignage, elle décrit l'attaque de Singleton et les préjudices que l'épreuve lui ont fait subir. Le juge condamne Singleton à mort. Singleton décède en 2001 d'un cancer dans un hôpital de la prison de Starke, en Floride.